# معجزه در خیابان سی و چهارم
معجزه در خیابان سی و چهارم (به انگلیسی: Miracle on 34th Street) فیلمی ۹۶ دقیقه‌ای به کارگردانی جرج سیتون با بازی مورین اوهارا محصول سال ۱۹۴۷ است.